# 斛律须达
斛律须达（？—？），朔州敕勒部人，北齐假黄钺、使持节、都督朔定冀并瀛青齐沧幽肆晋汾十二州诸军事、相国、太尉公、录尚书、朔州刺史，酋长、咸阳忠武王斛律金之孙，太傅、左丞相、第一领民酋长、咸阳王斛律光第二子，斛律武都、斛律世雄、斛律恒伽、斛律皇后的兄弟。
斛律须达官至开府仪同三司、护军将军，袭爵钜鹿郡开国公，在斛律光之前去世。

## 夫人
- 封宝华，北齐骠骑大将军、开府仪同三司、尚书右仆射、使持节冀瀛二州诸军事、冀州刺史、安德忠简公封子绘与其妻王楚英第三女，斛律须达死后，改嫁范阳卢氏北祖第二房的卢叔粲[2][3][4]